# Agrotis unimaculata
Agrotis unimaculata är en fjärilsart som beskrevs av Maslowscy. 1923. Agrotis unimaculata ingår i släktet Agrotis och familjen nattflyn. Inga underarter finns listade i Catalogue of Life.